# Liu Xuqing
Liu Xuqing (kinesiska: 柳絮青; pinyin: Liǔ Xùqīng), född den 15 augusti 1968, är en kinesisk softbollspelare.
Hon tog OS-silver i samband med de olympiska softboll-turneringarna 1996 i Atlanta.